# Kol Tora

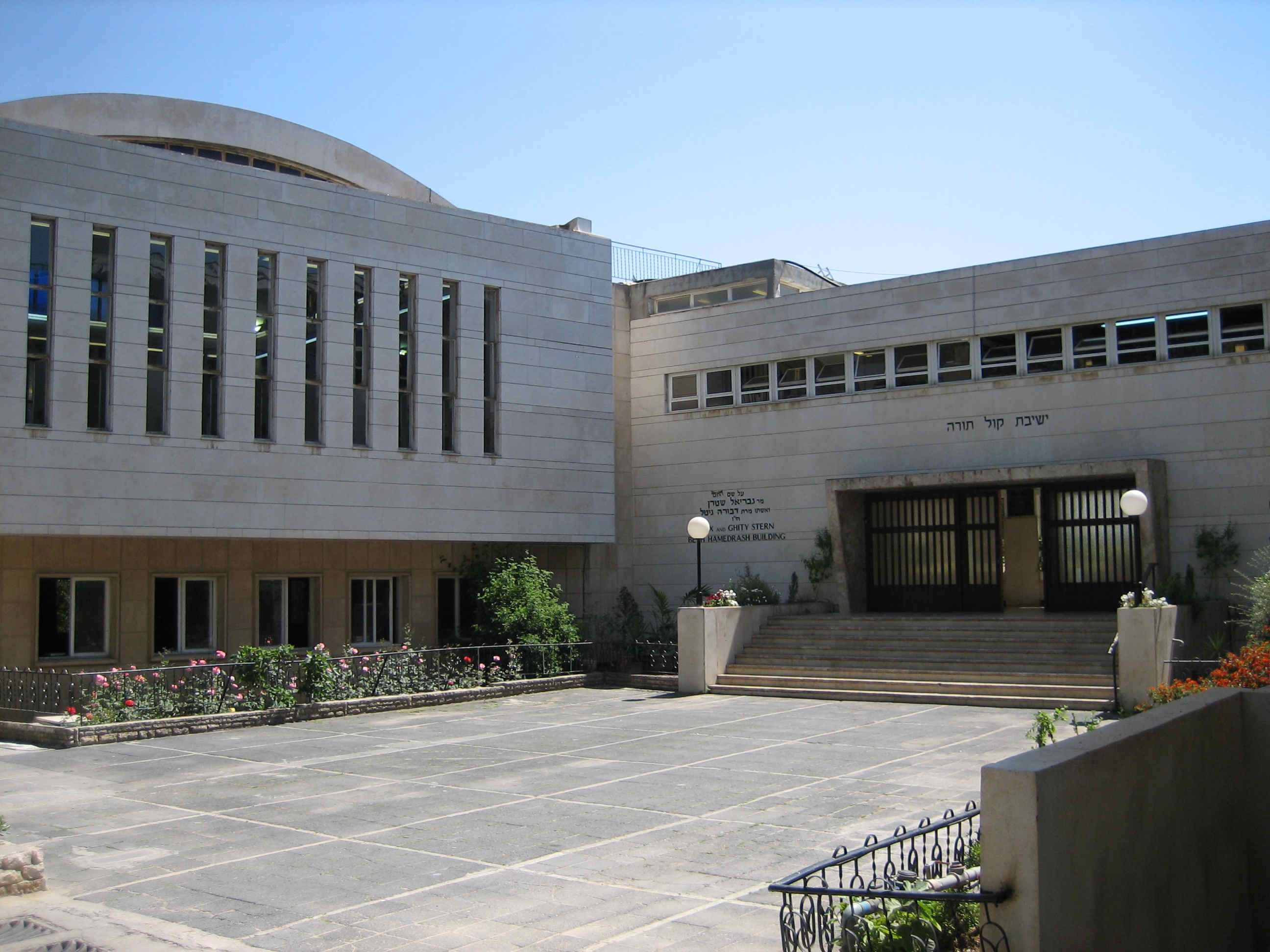
Hoofdingang van Kol Torah

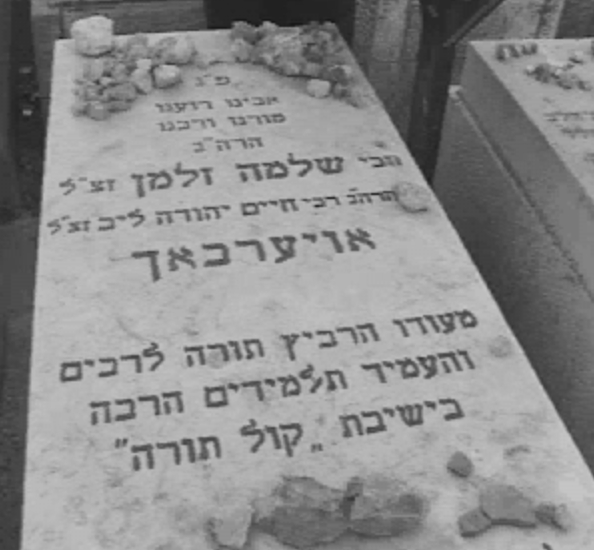
Grafsteen van Rabbi Oyerbach, waarop enkel vermeld wordt "Gaf les aan vele studenten in Kol Torah"

Kol Torah is een jesjiva in het district Bayit Vegan van Jeruzalem, opgericht in 1939.

## Geschiedenis
De jesjiva Kol Torah werd in 1939 opgericht door rabbi Yechiel Michel Schlesinger (Hamburg, 1898-1948) en rabbi Boruch Kunstadt, een orthodox-joodse rechter (dayan) van Fulda. Het was de eerste charedische jesjiva waar les werd gegeven in het Hebreeuws, in tegenstelling tot het toen gebruikelijk onderwijs in het Jiddisch. Deze innovatie was de verdienste van Chazon Ish. Na het overlijden van rabbi Schlesinger in 1949, werd de jesjiva door rabbi Shlomo Zalman Auerbach geleid tot diens dood in 1995.

### Huidige situatie (2010)
Rabbijn Moshe Yehuda Schlesinger, de oudste zoon van de stichter, is het hoofd van de Kol Torah jesjiva. Hij draagt de gebruikelijke titel van Rosh Yeshiva. Kol Torah telt momenteel meer dan 1.000 studenten. Rabbi Yeshaya Portnoy (een vroegere medestudent of chavrusa van de beroemde rabbijn Avraham Jehosjoea Soloveitchik) is decaan van het Amerikaanse programma.

## Bekende leraren
- Rabbi Yonah Merzbach (gedurende vele jaren hoofdredacteur van het Talmud-lexicon en voormalig rabbijn van Darmstadt, 1900-1980)
- Rabbi Sjimon Moshe Diskin (1932-1999)
- Rabbi Dovid Hecksher (1943-1997)
- Rabbi Neuwirth Jehosjoea (auteur van Shemiras Sjabbes Kehilchosoh (1927-)
- Rabbi Yehuda Yosef Reiner
- Rabbi Shalom Povarsky, de zoon van rabbi David Povarsky van de Ponevezh jesjiva
- Rabbi Shmuel Boruch Deutch (student van Rabbi Elazar Shach)
- Rabbi Avrohom Erlanger (auteur van de "Birkas Avrohom"-boeken)
- Rabbi Gavriel Bollag * * (lid van de Mir Yeshiva in Shanghai), (1911-2007)
- Rabbi Isaak Yerucham Bordiansky (zoon van rabbi Shlomo Zalman Auerbach)
- Rabbi Isaak Lorencz (zoon van Knesset-lid rabbi Shlomo Lorincz, en kleinzoon van rabbi Shlomo Zalman Auerbach)
- Rabbi Yaakov Stonehouse (auteur van de "Dvar Yaakov" boeken)

## Bekende alumni
- Dr Rabbi Pinchas Biberfeld (1915-1999), opperrabbijn van München
- Rabbi Jehosjoea Erenberg, de Rosh Yeshiva van Kneses Yitzchak Hadera en Kiryat Sefer
- Rabbi Nissan Kaplin, een van de docenten aan het hoofd van de Mir jesjiva in Jeruzalem
- Rabbi Ephraim Klyne, decaan van de Thora Temimah School in Londen
- Rabbi Israel Meir Lau (geboren 1937), Asjkenazische opperrabbijn van Israël (1993-2003)
- Rabbi Neuwirth Jehosjoea (geboren 1927), auteur van Shemiras Sjabbes KeHilchasa
- Rabbi Shmuel Rabinowitz, rabbijn van de Westelijke Muur en de heilige plaatsen van Israël
- Rabbi Meir Schlesinger (geboren 1935), neef van de rabbijn Yechiel Michel Schlesinger, oprichter van de jesjiva Shaalvim
- Rabbi Dr Daniel Sperber (geboren 1940), professor in de Talmoed aan de Bar-Ilan Universiteit
- Rabbi Moshe Stav, de Rebbe van de jesjiva Kerem B'Yavneh
- Rabbi Shmuel Reiner (1954), oprichter van de jesjiva Maale Gilboa (was ook nog een leerling van rabbi Meir Schlesinger aan de jesjiva Shaalvim)
- Rabbi Ezechiel Yaakovson (1954), Rosh Yeshiva van de jesjiva Shaalvim (was ook nog leerling bij rabbi Meir Schlesinger op diezelfde jesjiva Shaalvim)